# Holly Bane
Holly Bane, nome d'arte di Hollis Alan Bane (Los Angeles, 18 febbraio 1918 – Los Angeles, 25 agosto 1995), è stato un attore e truccatore statunitense. Ha recitato in oltre 90 film dal 1924 al 1973 ed è apparso in 90 produzioni televisive dal 1951 al 1968. È stato accreditato anche con i nomi Hollis Bane, Michael Ragan, Mike Ragan, Mike Ragen, Michael Raghan e Mike Regan.

## Biografia
Holly Bane nacque a Los Angeles il 18 febbraio 1918.
Recitò per il cinema (in particolare per film western di serie B) e per la televisione fino agli inizi degli anni settanta dopodiché intraprese una carriera da truccatore per la televisione.
La sua ultima apparizione sul piccolo schermo avvenne nell'episodio The Night of the Death Masks della serie televisiva Selvaggio west, andato in onda il 26 gennaio 1968, che lo vede nel ruolo di un cocchiere, mentre per il grande schermo l'ultima interpretazione risale al film Organizzazione crimini del 1973 in cui interpreta il portinaio di un hotel.
Morì a Los Angeles il 25 agosto 1995 e fu cremato.

## Filmografia

### Attore

#### Cinema
- L'uomo che prende gli schiaffi (He Who Gets Slapped), regia di Victor Sjöström (1924)
- Go West, Young Lady, regia di Frank R. Strayer (1941)
- L'isola della gloria (Wake Island), regia di John Farrow (1942)
- Fuzzy Settles Down, regia di Sam Newfield (1944)
- Wild West, regia di Robert Emmett Tansey (1946)
- La donna di fuoco (Ramrod), regia di André De Toth (1947)
- Buffalo Bill ancora in sella (Buffalo Bill Rides Again), regia di Bernard B. Ray (1947)
- Song of the Wasteland, regia di Thomas Carr (1947)
- Hoppy's Holiday, regia di George Archainbaud (1947)
- Il ritorno di Jess il bandito (Jesse James Rides Again), regia di Fred C. Brannon e Thomas Carr (1947)
- Tre figli in gamba (Christmas Eve), regia di Edwin L. Marin (1947)
- Anima e corpo (Body and Soul), regia di Robert Rossen (1947)
- Overland Trails, regia di Lambert Hillyer (1948)
- Dangers of the Canadian Mounted, regia di Fred C. Brannon e Yakima Canutt (1948)
- Carson City Raiders, regia di Yakima Canutt (1948)
- The Return of Wildfire, regia di Ray Taylor (1948)
- Night Time in Nevada, regia di William Witney (1948)
- Duello sui ghiacci (Harpoon), regia di Ewing Scott (1948)
- Renegades of Sonora, regia di R.G. Springsteen (1948)
- The Far Frontier, regia di William Witney (1948)
- Il doppio segno di Zorro (Ghost of Zorro), regia di Fred C. Brannon (1949)
- Prince of the Plains, regia di Philip Ford (1949)
- Jack il bucaniere (Big Jack), regia di Richard Thorpe (1949)
- Grand Canyon, regia di Paul Landres (1949)
- Brand of Fear, regia di Oliver Drake (1949)
- Roaring Westward, regia di Oliver Drake (1949)
- Riders of the Dusk, regia di Lambert Hillyer (1949)
- Red Desert, regia di Ford Beebe (1949)
- Fence Riders, regia di Wallace Fox (1950)
- Radar Secret Service, regia di Sam Newfield (1950)
- Riders of the Range, regia di Lesley Selander (1950)
- West of Wyoming, regia di Wallace Fox (1950)
- Over the Border, regia di Wallace Fox (1950)
- Storm Over Wyoming, regia di Lesley Selander (1950)
- Six Gun Mesa, regia di Wallace Fox (1950)
- Lucky Losers, regia di William Beaudine (1950)
- Cow Town, regia di John English (1950)
- Desperadoes of the West, regia di Fred C. Brannon (1950)
- Ready to Ride, regia di Will Cowan – cortometraggio (1950)
- North of the Great Divide, regia di William Witney (1950)
- Texans Never Cry, regia di Frank McDonald (1951)
- Don Daredevil Rides Again, regia di Fred C. Brannon (1951)
- The Dakota Kid, regia di Philip Ford (1951)
- Pelle di rame (Jim Thorpe - All American), regia di Michael Curtiz (1951)
- Ultimatum alla Terra (The Day the Earth Stood Still), regia di Robert Wise (1951)
- Furia e passione (Flesh and Fury), regia di Joseph Pevney (1952)
- Target, regia di Stuart Gilmore (1952)
- Banditi senza mitra (Loan Shark), regia di Seymour Friedman (1952)
- Hellgate - Il grande inferno (Hellgate), regia di Charles Marquis Warren (1952)
- La maschera di fango (Springfield Rifle), regia di André De Toth (1952)
- Back at the Front, regia di George Sherman (1952)
- La regina dei desperados (Montana Belle), regia di Allan Dwan (1952)
- Il dominatore del Texas (Gunsmoke), regia di Nathan Juran (1953)
- Il giustiziere (Law and Order), regia di Nathan Juran (1953)
- Il terrore del Golden West (Son of Belle Starr), regia di Frank McDonald (1953)
- Canadian Mounties vs. Atomic Invaders, regia di Franklin Adreon (1953)
- La freccia insanguinata (Arrowhead), regia di Charles Marquis Warren (1953)
- La mano vendicatrice (Ride Clear of Diablo), regia di Jesse Hibbs (1954)
- Bitter Creek, regia di Thomas Carr (1954)
- Two Guns and a Badge, regia di Lewis D. Collins (1954)
- Cacciatori di frontiera (The Bounty Hunter), regia di André De Toth (1954)
- Sangue e metallo giallo (The Yellow Mountain), regia di Jesse Hibbs (1954)
- Panther Girl of the Kongo, regia di Franklin Adreon (1955)
- Dial Red O, regia di Daniel B. Ullman (1955)
- L'agente speciale Pinkerton (Rage at Dawn), regia di Tim Whelan (1955)
- Terra infuocata (Tall Man Riding), regia di Lesley Selander (1955)
- Casa da gioco (One Desire), regia di Jerry Hopper (1955)
- La morte corre sul fiume (The Night of the Hunter), regia di Charles Laughton (1955)
- Flash! Cronaca nera (Headline Hunters), regia di William Witney (1955)
- Bobby Ware Is Missing, regia di Thomas Carr (1955)
- Lo straniero di Stone City (Last of the Desperados), regia di Sam Newfield (1955)
- I pionieri dell'Alaska (The Spoilers), regia di Jesse Hibbs (1955)
- I corsari del grande fiume (The Rawhide Years), regia di Rudolph Maté (1955)
- Il Robin Hood del Rio Grande (Blackjack Ketchum, Desperado), regia di Earl Bellamy (1956)
- La soglia dell'inferno (The Bold and the Brave), regia di Lewis R. Foster (1956)
- La Terra contro i dischi volanti (Earth vs. the Flying Saucers), regia di Fred F. Sears (1956)
- Prima linea (Attack), regia di Robert Aldrich (1956)
- Furia omicida (The Man Is Armed), regia di Franklin Adreon (1956)
- Ride the High Iron, regia di Don Weis (1956)
- Accidenti che schianto (Hear Me Good), regia di Don McGuire (1957)
- Commandos (Darby's Rangers), regia di William A. Wellman (1958)
- Lo sceriffo è solo (Frontier Gun), regia di Paul Landres (1958)
- Duello tra le rocce (Hell Bent for Leather), regia di George Sherman (1960)
- Stagecoach to Dancers' Rock, regia di Earl Bellamy (1962)
- Che fine ha fatto Baby Jane? (What Ever Happened to Baby Jane?), regia di Robert Aldrich (1962)
- I 4 del Texas (4 for Texas), regia di Robert Aldrich (1963)
- Viva Las Vegas, regia di George Sidney (1964)
- Dark Intruder, regia di Harvey Hart (1965)
- Rancho Bravo (The Rare Breed), regia di Andrew V. McLaglen (1966)
- Pistole roventi (Gunpoint), regia di Earl Bellamy (1966)
- Nevada Smith, regia di Henry Hathaway (1966)
- Alle donne piace ladro (Dead Heat on a Merry-Go-Round), regia di Bernard Girard (1966)
- Good Times, regia di William Friedkin (1967)
- Three Guns for Texas, regia di Earl Bellamy, David Lowell Rich e Paul Stanley (1968)
- Organizzazione crimini (The Outfit), regia di John Flynn (1973)

#### Televisione
- Dick Tracy – serie TV, episodio 1x16 (1951)
- Sky King – serie TV, episodio 1x03 (1952)
- Le avventure di Rex Rider (The Range Rider) – serie TV, 5 episodi (1951-1952)
- The Living Bible – serie TV, episodio 1x01 (1952)
- Gang Busters – serie TV, 6 episodi (1952)
- Royal Playhouse (Fireside Theatre) – serie TV, episodio 5x28 (1953)
- Wild Bill Hickok (Adventures of Wild Bill Hickok) – serie TV, episodi 1x08-2x06-4x07 (1951-1953)
- Cisco Kid (The Cisco Kid) – serie TV, 8 episodi (1950-1954)
- Adventures of Superman – serie TV, episodio 2x23 (1954)
- Roy Rogers (The Roy Rogers Show) – serie TV, 4 episodi (1952-1954)
- Stories of the Century – serie TV, episodio 1x17 (1954)
- The Public Defender – serie TV, episodio 1x21 (1954)
- Le avventure di Jet Jackson (Captain Midnight) – serie TV, episodio 1x02 (1954)
- The Adventures of Kit Carson – serie TV, 4 episodi (1954)
- I Led 3 Lives – serie TV, episodio 2x34 (1955)
- Studio 57 – serie TV, 5 episodi (1955-1957)
- Le avventure di Gene Autry (The Gene Autry Show) – serie TV, 4 episodi (1950-1955)
- The Lineup – serie TV, episodio 2x02 (1955)
- You Are There – serie TV, episodio 4x12 (1955)
- The Adventures of Champion – serie TV, episodio 1x23 (1956)
- Buffalo Bill, Jr. – serie TV, 3 episodi (1955-1956)
- Screen Directors Playhouse – serie TV, episodio 1x35 (1956)
- Annie Oakley – serie TV, 4 episodi (1954-1956)
- Soldiers of Fortune – serie TV, episodio 2x12 (1956)
- Il cavaliere solitario (The Lone Ranger) – serie TV, 9 episodi (1950-1956)
- Men of Annapolis – serie TV, episodio 1x24 (1957)
- La pattuglia della strada (Highway Patrol) – serie TV, episodio 2x18 (1957)
- Schlitz Playhouse of Stars – serie TV, 3 episodi (1957)
- The Sheriff of Cochise – serie TV, episodio 1x20 (1957)
- Cheyenne – serie TV, 3 episodi (1956-1957)
- The 20th Century-Fox Hour – serie TV, episodio 2x11 (1957)
- Playhouse 90 – serie TV, episodio 1x36 (1957)
- Official Detective – serie TV, episodio 1x10 (1957)
- Tales of Wells Fargo – serie TV, episodio 2x07 (1957)
- Tombstone Territory – serie TV, episodio 1x07 (1957)
- Carovane verso il west (Wagon Train) – serie TV, episodio 1x13 (1957)
- Navy Log – serie TV, episodi 1x03-1x20-3x19 (1955-1958)
- I racconti del West (Zane Grey Theater) – serie TV, 2 episodi (1957-1958)
- The Walter Winchell File – serie TV, episodio 1x18 (1958)
- Maverick – serie TV, episodio 1x21 (1958)
- Il sergente Preston (Sergeant Preston of the Yukon) – serie TV, episodio 3x22 (1958)
- How to Marry a Millionaire – serie TV, episodio 1x22 (1958)
- The Restless Gun – serie TV, episodio 1x28 (1958)
- Suspicion – serie TV, 4 episodi (1957-1958)
- State Trooper – serie TV, episodio 2x52 (1958)
- Disneyland – serie TV, episodio 5x10 (1958)
- Westinghouse Desilu Playhouse – serie TV, episodio 1x07 (1958)
- Quatermass and the Pit, regia di Rudolph Cartier – miniserie televisiva (1958)
- Special Agent 7 – serie TV, episodio 1x03 (1959)
- Death Valley Days – serie TV, 2 episodi (1959)
- Cimarron City – serie TV, episodio 1x20 (1959)
- General Electric Theater – serie TV, 2 episodi (1957-1959)
- Il tenente Ballinger (M Squad) – serie TV, 2 episodi (1957-1959)
- Bat Masterson – serie TV, episodio 1x26 (1959)
- Lawman – serie TV, un episodio (1959)
- Markham – serie TV, episodio 1x22 (1959)
- The Texan – serie TV, 2 episodi (1959)
- Furia (Fury) – serie TV, 2 episodi (1955-1959)
- Man with a Camera – serie TV, episodio 2x10 (1960)
- Lock-Up – serie TV, episodi 1x03-1x19 (1959-1960)
- Ricercato vivo o morto (Wanted: Dead or Alive) – serie TV, episodi 1x02-1x10-2x26 (1958-1960)
- Le leggendarie imprese di Wyatt Earp (The Life and Legend of Wyatt Earp) – serie TV, 9 episodi (1956-1960)
- Sugarfoot – serie TV, episodio 3x15 (1960)
- Colt .45 – serie TV, 2 episodi (1960)
- Bourbon Street Beat – serie TV, episodio 1x35 (1960)
- Laramie – serie TV, episodio 2x01 (1960)
- Avventure lungo il fiume (Riverboat) – serie TV, 2 episodi (1959-1960)
- Surfside 6 – serie TV, episodio 1x06 (1960)
- Alfred Hitchcock presenta (Alfred Hitchcock Presents) – serie TV, 7 episodi (1955-1961)
- The Brothers Brannagan – serie TV, episodio 1x25 (1961)
- Carovana (Stagecoach West) – serie TV, episodio 1x26 (1961)
- Two Faces West – serie TV, episodio 1x34 (1961)
- Frontier Circus – serie TV, episodio 1x02 (1961)
- The Dick Powell Show – serie TV, episodio 1x21 (1962)
- Bronco – serie TV, 3 episodi (1958-1962)
- Saints and Sinners – serie TV, episodio 1x04 (1962)
- L'ora di Hitchcock (The Alfred Hitchcock Hour) – serie TV, episodio 2x10 (1963)
- Gli uomini della prateria (Rawhide) – serie TV, 4 episodi (1959-1964)
- Gunsmoke – serie TV, episodi 8x01- 10x11 (1962-1964)
- I mostri (The Munsters) – serie TV, episodio 1x16 (1965)
- Il virginiano (The Virginian) – serie TV, 7 episodi (1963-1965)
- Combat! – serie TV, episodio 4x09 (1965)
- A Man Called Shenandoah – serie TV, episodio 1x09 (1965)
- La leggenda di Jesse James (The Legend of Jesse James) – serie TV, episodio 1x24 (1966)
- Batman – serie TV, episodio 1x18 (1966)
- The Monroes – serie TV, episodio 1x03 (1966)
- Laredo – serie TV, 3 episodi (1965-1966)
- Daniel Boone – serie TV, 2 episodi (1965-1966)
- Bonanza – serie TV, 12 episodi (1959-1967)
- Iron Horse – serie TV, episodio 2x16 (1967)
- Selvaggio west (The Wild Wild West) – serie TV, episodio 3x20 (1968)

### Truccatore
- La buona terra (The Good Earth), regia di Sidney Franklin (1937)
- Il mago di Oz (The Wizard of Oz), regia di Victor Fleming, George Cukor, Mervyn LeRoy, Norman Taurog e King Vidor (1939)
- Duello sui ghiacci (Harpoon) (1948)
- Family Feud – serie TV (1976)
- General Hospital – serie TV (1963)
- I ragazzi del sabato sera (Welcome Back, Kotter) – serie TV, un episodio (1977)
- Fish – serie TV (1977)
- Barney Miller – serie TV, un episodio (1978)
- Jenny e Chachi (Joanie Loves Chachi) – serie TV, 2 episodi (1982)
- The New Odd Couple – serie TV, 2 episodi (1982-1983)